# Mona Hofland
Mona Hofland Skjønberg  (* 24. Juni 1929 in Oslo; † 11. Februar 2010 ebenda) war eine norwegische Schauspielerin.
Mona Hofland gab ihr Bühnendebüt 1949 und war zunächst an das Studioteatret in Oslo gebunden, das kurz nach dem Krieg von Künstlern der ehemaligen norwegischen Widerstandsbewegung gegründet worden war. 1953 wechselte sie an das Oslo Nye Teatret, wo ihr der künstlerische Durchbruch gelang. Sie spielte unter anderem in einer Dramatisierung des Romans von Alexandre Dumas die Kameliendame sowie die Rolle der historisch überlieferten Bischofsfrau Anne Pedersdotter, die nach einem aufsehenerregenden Prozess Ende des 16. Jahrhunderts als Hexe verbrannt worden war. Als erste Norwegerin verkörperte sie außerdem das Blumenmädchen Eliza Doolittle im Musical My Fair Lady.
Von 1967 bis zu ihrer Pensionierung im Jahr 1999 war sie am Osloer Nationaltheatret engagiert. Hier war sie in mehr als fünfzig verschiedenen Inszenierungen zu sehen, darunter als Pernille in Ludvig Holbergs frühaufklärerischer Komödie Der Vielgeschäftigte, als Mutter Courage in Brechts gleichnamigem Stück und als Alice in August Strindbergs Ehedrama Der Totentanz.
Erste Erfahrungen mit dem Film machte Mona Hofland bereits 1948, als sie in der schwedischen Produktion Dit vindarna bär (Wohin die Winde tragen) eine Komparsenrolle übernahm. 1957 spielte sie im norwegischen Berlinale-Beitrag Stevnemøte med glemte år (Rendezvous mit vergessenen Jahren), der nach einem Roman von Sigurd Hoel entstand, ihre erste Hauptrolle. Weitere Rollen folgten in einheimischen und gelegentlich auch internationalen Produktionen. 2002 kam sie mit der Wassmo-Verfilmung Dina – Meine Geschichte in die deutschen Kinos. In den neunziger Jahren wirkte sie in mehreren norwegischen Fernsehserien mit.
Mona Hofland war mit dem Schauspieler Espen Skjønberg verheiratet. Sie wurde mehrfach ausgezeichnet, unter anderem mit dem Sankt-Olav-Orden.